# Tovuz
Tovuz è un comune dell'Azerbaigian, capoluogo del distretto omonimo.

## Sport

### Calcio
La squadra principale della città è il  Turan Tovuz Peşəkar Futbol Klubu.